# Pogotowie przeciwpowodziowe

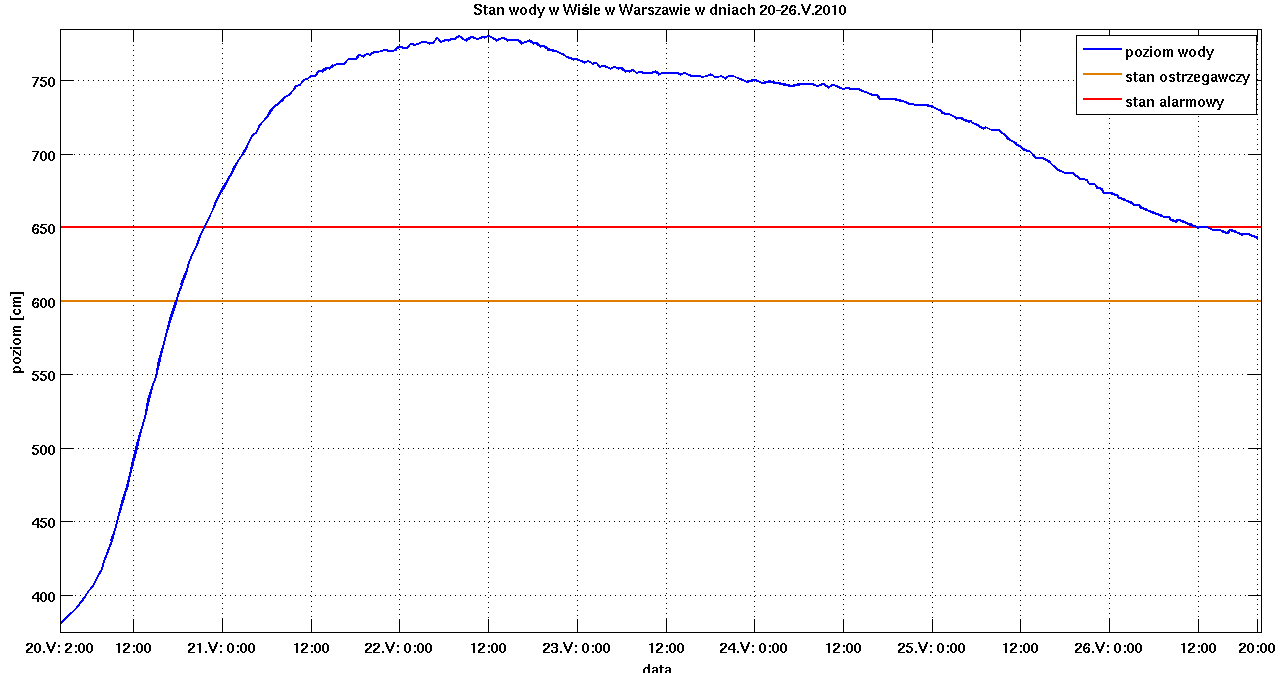
Poziom wody na Wiśle w Warszawie w dniach 20 – 26 maja 2010. Stan ostrzegawczy oznaczony jest kolorem brązowym.

Pogotowie przeciwpowodziowe ogłasza odpowiednia władza samorządowa (w zależności od obszaru: prezydent miasta, burmistrz, wójt, starosta, wojewoda), gdy poziom lustra wody (zazwyczaj rzeki) wzrasta do ustalonego na danym wodowskazie poziomu ostrzegawczego i nadal się podnosi lub istnieją inne przesłanki o zagrożeniu powodziowym.
Pogotowie przeciwpowodziowe wiąże się przede wszystkim ze sprawdzeniem gotowości działania służb i instytucji odpowiedzialnych za ochronę ludzi i przeciwdziałanie skutkom powodzi. Stosuje się również wzmożoną obserwację stanów wód i infrastruktury przeciwpowodziowej.
Ogłoszenie pogotowia przeciwpowodziowego wiąże się z ogłoszeniem przez IMGW-PIB stanu zagrożenia hydrologicznego, choć nie jest z nim równoważne.
Stan zagrożenia hydrologicznego - jest on ogłaszany przez IMGW-PIB w przypadku wystąpienia lub zagrożenia wystąpieniem co najmniej jednej z następujących sytuacji:
- przekroczenie stanów ostrzegawczych, z tendencją wzrostową, na wodowskazach w co najmniej jednej zlewni monitorowanej przez IMGW-PIB,
- wystąpienie zatoru lodowego poniżej wodowskazu powodującego przekroczenie stanu ostrzegawczego na tym wodowskazie,
- wystąpienie niebezpiecznego opadu, mogącego spowodować przekroczenie stanów ostrzegawczych,
- wystąpienie na morzu, w zatokach i zalewach bardzo silnego lub sztormowego wiatru od strony morza, mogącego spowodować cofkę z przekroczeniem stanów ostrzegawczych.